# Shari Belafonte
Shari Lynn Belafonte (ur. 22 września 1954 w Nowym Jorku) – amerykańska aktorka, piosenkarka i modelka.

## Życiorys

### Wczesne lata
Urodziła się  w Nowym Jorku jako córka Marguerite (z domu Mazique Byrd) Belafonte, psycholog, i Harry’ego Belafonte, piosenkarza i aktora. Uczyła się w Windsor Mountain School w Lenox w Massachusetts. Uczęszczała potem do Buxton School w Williamstown w Massachusetts. Naukę kontynuowała w Hampshire College w Amherst i studiowała dramat w Carnegie Mellon University w Pittsburghu.

### Kariera
Karierę rozpoczęła jako modelka i pozowała przed kamerą dla najlepszych marek, reklamując m.in. dżinsy Calvina Kleina. Producent telewizyjny Aaron Spelling wybrał ją jako finalistkę do napisanej konkretnie z myślą o niej roli Julie Rogers w serialu Aniołki Charliego (Charlie’s Angels), ale w 1980 ostatecznie postać tę przejęła Tanya Roberts. W 1982 trafiła na ekran jako Heather Johnson w dramacie biograficznym Jeśli widzisz, co słyszę (If You Could See What I Hear) u boku Marca Singera. 
W latach 1983–1988 grała postać Julie Gillette w operze mydlanej ABC Hotel. W tym czasie Shari rozpoczęła karierę muzyczną, podpisując kontrakt z wytwórnią Metronome Records, wydając dwa albumy w Europie; były to The Eyes of Night w 1987 i Shari w 1989. 
Znalazła się w obsadzie komediodramatu Roberta Altmana Gracz (The Player, 1992) z Timem Robbinsem i Whoopi Goldberg. W latach 90. reklamowała suplement diety SlimFast. We wrześniu 2000 pozowała nago dla magazynu „Playboy”. 19 stycznia 2016 przyjęła rolę major Janice Lomax w operze mydlanej ABC Szpital miejski (General Hospital).
21 maja 1977 wyszła za mąż za Roberta Harpera. Jednak w 1988 doszło do rozwodu. 30 grudnia 1989 poślubiła Sama Behrensa.

## Filmografia
- 1984: Statek miłości (The Love Boat) jako Terry Cook
- 1989: Wyścig armatniej kuli 3 (Speed Zone) jako Margaret
- 1994: Sonic the Hedgehog jako Lupé (głos)
- 1994: Francuski jedwab (French Silk) jako Martine
- 1996–1997: Hej Arnold! jako Pani Johanssen (głos)
- 1997: Prawdziwe przygody Jonny’ego Questa jako Diana Cruz
- 2001: Bez pardonu (The District) jako Esther Henderson
- 2008: Bez skazy (Nip/Tuck ) jako Catherine Wicke
- 2010: Miami Medical jako Kimberly Davis
- 2016: Szpital miejski (General Hospital) jako major Janice Lomax